# Rzeniszów
Rzeniszów – dawniej Rzewnyszów, wieś w Polsce położona w województwie śląskim, w powiecie myszkowskim, w gminie Koziegłowy nad potokiem Rzeniszówka. Przez Rzeniszów przebiega droga krajowa DK-91, łącząca Cieszyn z Gdańskiem. Ok. 1,1 km na północny wschód znajdują się źródła rzeki Mała Panew.
W latach 1975–1998 miejscowość administracyjnie należała do województwa częstochowskiego.

## Nazwa
Nazwę miejscowości w zlatynizowanej formie Rzewnyschow wymienia w latach (1470–1480) Jan Długosz w księdze Liber beneficiorum dioecesis Cracoviensis. Z miejscowością wiąże się nazwisko Stanisława Będuskiego z rodu Będuskich herbu Ostoja wymienianego przez Długosza jako właściciela miejscowości.

## Historia
Jak podaje Jan Długosz, pierwszym właścicielem wsi był rycerz Będusz (Bądusz) herbu Ostoja co oznacza waleczność. Według innych źródeł historycznych była to wieś biskupia należąca od 1443 r. do Księstwa Siewierskiego 75 Około 1598 r. włączono ją do Parafii Koziegłówki. Mieszkańcy wioski byli świadkami różnych wydarzeń historycznych: przemarszu Szwedów na Częstochowę, uczestników Powstania Listopadowego i Styczniowego oraz wojsk niemieckich i radzieckich w czasie II wojny światowej. Wielu mieszkańców zginęło podczas okupacji hitlerowskiej. W 1989 r. w lesie oddano do użytku amfiteatr. Odbywały się w nim różne uroczystości środowiskowe. Do tradycji „Dni Rzeniszowa", obchodzone od 1989 r. Podczas ich trwania prezentowany był dorobek wsi i okolicy. Popisywały się tu zaprzyjaźnione zespoły folklorystyczne, głównie z województwa częstochowskiego. W 1984 r. założono Ludowy Klub Sportowy „Spółdzielca", któremu patronowała spółdzielnia. W 1989 r. założono fundację „Nowa Wieś", inspirującą działalność społeczno-gospodarczą. W 1994 roku Rzeniszów liczył 409 mieszkańców, w tym 199 kobiet i 210 mężczyzn. Pod względem ilości obiektów komunalnych wieś zdecydowanie górowała nad pozostałymi miejscowościami w gminie, dorównując nawet uprzemysłowionym miasteczkom.

## Przemysł
- Fabryka wody Dar Natury, firmy Nestlé Waters[6][7]
- Produkcja sztucznych choinek, usługi transportowe, sprzedaż kruszywa, usługi ładowarką teleskopową świadczone przez lokalną firmę[8]
- W Rzeniszowie jest wydobywana i rozlewana woda gazowana „Żywiec Zdrój”

## Kultura
Życie kulturalne wsi skupiało się przede wszystkim wokół Towarzystwa Miłośników Rzeniszowa, powołanego podczas uroczystego sympozjum z okazji 10-lecia RSP.
W Rzeniszowie spędziła dzieciństwo pisarka Wioletta Grzegorzewska, która opisała wieś z lat osiemdziesiątych i lokalne zwyczaje w powieści pt. Guguły.